# 旅籠屋
株式会社旅籠屋（はたごや：英文名称Hatagoya & Company）は、小規模宿泊施設「ファミリーロッジ旅籠屋」の経営と運営を行う会社。

## 会社概要
日本における唯一の本来のモーテルスタイル（ラブホテルではない）のロードサイドホテルチェーン。店舗は、アメリカ合衆国のモーテルを参考にして、観光地や都心部から離れた、幹線道路や高速道路沿いを中心に出店している。
会社の創業理念は「シンプルで自由な、旅と暮らしをサポートする」であり、車社会のインフラストラクチャーとなることを目指している。そのため、必ずしも収益性にこだわらず、空白地帯となっている地方に優先して、全国への出店を続けており、既に2⁄3以上の都道府県に店舗が存在し、2024年2月時点での店舗数は73店である。
店舗はすべて直営で、正社員が住み込んで運営を行っている。2008年には高速道路のSA・PA内への出店（壇之浦PA店、佐野SA店）も実現させており、2011年秋には山陽自動車道・宮島SAへも出店した。
素泊まりが基本だが、朝はパンやジュースなどの軽食を無料提供している。客室は全店舗ほぼすべて共通で、約25㎡のスペースに幅1.5m以上のクイーンサイズベットを2台設置しており、シングル・ツイン・ダブルといった区分はない。そのため、子供連れの家族からビジネス客（全店合計で、いずれも40%弱）まで同じ客室に宿泊している。
出店方式については、大部分の場合、土地所有者などが旅籠屋仕様によって建てた建物を、長期賃借（おおむね20年契約）する方法で行っている。15年間分の家賃保証や、通常の経年変化に伴うメンテナンス費用を、すべて旅籠屋側で負担する点が大きな特徴である。
なお、まったくの独立経営であり、中立的な立場で事業を行うため親会社や資本提携先、および特定の営業提携先も存在しない。
屋号に旅籠と有るが、安価に宿泊できるという共通点のみであり、関連は無い。

## 沿革
- 1994年（平成6年）7月 - 資本金1,000万円にて設立
- 1995年（平成7年）8月 - 1号店「ファミリーロッジ旅籠屋・鬼怒川店」（後の日光鬼怒川店）オープン
- 1997年（平成9年）2月 - ウェブサイト開設。
- 1998年（平成10年）7月 - チェーン店舗展開のため、東京に本社オフィスを開設。
- 1999年（平成11年）11月 - グリーンシート銘柄に登録。公募増資（増資規模：9900万円）[4]。
- 2000年（平成12年）4月 - 2号店「那須店」オープン。
- 2006年（平成18年）3月 - 12号店「東京新木場店」オープン
- 2008年（平成20年）
  - 4月 - 西日本高速道路管内初の高速道路内店舗（ハイウェイホテル）となる22号店 「壇之浦PA店」オープン。
  - 7月 - 東日本高速道路管内初の高速道路内店舗となる25号店「佐野SA店」オープン。
- 2010年（平成22年）11月 - 減資（資本金1億円）、累積損失を解消。
- 2011年（平成23年）
  - 3月 - 「ハイ・サービス日本300選」（サービス産業生産性協議会）受賞。
  - 7月 -31号店「高松店」をオープンし、四国に進出。
  - 9月 - 期末配当を初実施（以後、毎年継続実施）。
  - 10月 - 「勇気ある経営大賞」（東京商工会議所）優秀賞受賞。
  - 11月 - 西日本高速道路管内で2番目のハイウェイホテル、34号店「宮島SA店」オープン。
- 2012年（平成24年）10月 - 37号店「北九州八幡店」をオープンし、九州へ進出。
- 2014年（平成26年）7月 - 全店で無線LAN（Wi-Fi）によるブロードバンドインターネット接続が可能となる
- 2015年（平成27年）12月 - 創業20周年事業として、オリジナル全国ドライブマップを刊行。
- 2016年（平成28年）
  - 8月4日 - 日本証券業協会が2018年3月までにグリーンシート制度を廃止する方針である事を受け、2016年9月6日を以ってグリーンシート銘柄としての指定を取消す予定であることを公表[4]。なお、指定取消し後の方針としては、当初は東京プロマーケットへの上場も検討したが、上場費用の観点から断念し、最終的には同年9月23日頃を目処に、株主コミュニティをみらい證券が運営する形で組成する事を予定しているとしている[4]。
  - 8月5日 - 日本証券業協会へグリーンシート指定取消しを届出[5]。
  - 9月6日 - グリーンシート銘柄の指定取消し。
- 2017年（平成29年）10月 - 共用の「誰でもトイレ」に、簡易オストメイトを設置（以後、新築の店舗にはすべて設置）。
- 2018年（平成30年）
  - 4月 - 外国居住者に限り、1泊目の料金をクレジットカード払い可能に。
  - 7月 - 北海道初の店舗、66号店函館店開店。
- 2020年（令和2年）10月27日 - 第3回日本サービス大賞 優秀賞（日本生産性本部）を受賞。
- 2022年（令和4年）6月30日 - 7号店北上江釣子店閉店。旅籠屋では初の閉店。

## 店舗
2024年2月現在、青森県、岩手県、秋田県、石川県、福井県、愛知県、京都府、和歌山県、佐賀県、長崎県、熊本県、大分県、沖縄県には店舗が存在しない。但し、岩手県、秋田県、石川県は過去に店舗が存在した（後述）。
| 出店順 | 店舗名                                         | 開業                       | 客室数 |
| ------ | ---------------------------------------------- | -------------------------- | ------ |
| 2号店  | 那須店                                         | 2000年（平成12年）4月25日  | 12室   |
| 4号店  | 山中湖店                                       | 2001年（平成13年）7月20日  | 14室   |
| 5号店  | 沼田店                                         | 2001年（平成13年）7月27日  | 14室   |
| 6号店  | 水戸大洗店                                     | 2001年（平成13年）10月1日  | 12室   |
| 8号店  | 仙台亘理店                                     | 2004年（平成16年）4月24日  | 12室   |
| 9号店  | 小淵沢店                                       | 2004年（平成16年）7月17日  | 12室   |
| 10号店 | 前橋南店                                       | 2005年（平成17年）7月1日   | 12室   |
| 11号店 | 九十九里店                                     | 2005年（平成17年）12月1日  | 12室   |
| 12号店 | 東京新木場店                                   | 2006年（平成18年）3月15日  | 23室   |
| 13号店 | 千葉勝浦店                                     | 2007年（平成19年）3月15日  | 12室   |
| 14号店 | 軽井沢店                                       | 2007年（平成19年）4月14日  | 13室   |
| 15号店 | 須賀川店                                       | 2007年（平成19年）4月25日  | 12室   |
| 16号店 | いわき勿来店                                   | 2007年（平成19年）7月14日  | 14室   |
| 17号店 | 静岡牧之原店                                   | 2007年（平成19年）7月25日  | 12室   |
| 19号店 | 韮崎店                                         | 2007年（平成19年）12月20日 | 12室   |
| 20号店 | 土岐店                                         | 2008年（平成20年）3月14日  | 12室   |
| 21号店 | 伊賀店                                         | 2008年（平成20年）4月15日  | 14室   |
| 22号店 | 壇之浦PA店（関門自動車道下り線）               | 2008年（平成20年）4月23日  | 14室   |
| 23号店 | 伊勢松阪店                                     | 2008年（平成20年）6月13日  | 12室   |
| 24号店 | 浜名湖店                                       | 2008年（平成20年）7月11日  | 15室   |
| 25号店 | 新潟南店                                       | 2008年（平成20年）7月18日  | 14室   |
| 26号店 | 佐野SA店（東北自動車道上り線）                 | 2008年（平成20年）7月24日  | 14室   |
| 27号店 | 奈良針店                                       | 2009年（平成21年）3月10日  | 14室   |
| 28号店 | 彦根店                                         | 2009年（平成21年）4月23日  | 14室   |
| 29号店 | 桑名長島店                                     | 2009年（平成21年）7月11日  | 14室   |
| 30号店 | 寒河江店                                       | 2009年（平成21年）7月18日  | 14室   |
| 31号店 | 高松店                                         | 2011年（平成23年）7月1日   | 14室   |
| 32号店 | 富士吉田店                                     | 2011年（平成23年）7月8日   | 15室   |
| 33号店 | 袖ヶ浦店                                       | 2011年（平成23年）7月29日  | 14室   |
| 34号店 | 宮島SA店（山陽自動車道上り線）                 | 2011年（平成23年）11月1日  | 14室   |
| 35号店 | 富士都留店                                     | 2012年（平成24年）7月1日   | 14室   |
| 36号店 | 秩父店                                         | 2012年（平成24年）7月7日   | 14室   |
| 37号店 | 北九州八幡店                                   | 2012年（平成24年）10月6日  | 14室   |
| 38号店 | 広島店                                         | 2013年（平成25年）1月18日  | 14室   |
| 39号店 | 甲府石和店                                     | 2013年（平成25年）7月1日   | 12室   |
| 40号店 | 讃岐観音寺店                                   | 2013年（平成25年）7月26日  | 14室   |
| 41号店 | 出雲大社店                                     | 2013年（平成25年）8月1日   | 14室   |
| 42号店 | 袋井店                                         | 2014年（平成26年）3月7日   | 14室   |
| 43号店 | 鳴門駅前店                                     | 2014年（平成26年）4月11日  | 14室   |
| 44号店 | 箱根仙石原店                                   | 2014年（平成26年）6月20日  | 14室   |
| 45号店 | 富士田子浦店                                   | 2014年（平成26年）7月1日   | 14室   |
| 46号店 | 鳥取倉吉店                                     | 2015年（平成27年）4月10日  | 14室   |
| 47号店 | 木更津金田店                                   | 2015年（平成27年）4月28日  | 14室   |
| 48号店 | 鹿児島垂水店                                   | 2015年（平成27年）4月8日   | 14室   |
| 49号店 | 岡山店                                         | 2015年（平成27年）8月1日   | 14室   |
| 50号店 | 黒部店                                         | 2015年（平成27年）9月1日   | 14室   |
| 51号店 | 津山店                                         | 2015年（平成27年）9月11日  | 14室   |
| 52号店 | 室戸店                                         | 2016年（平成28年）3月17日  | 14室   |
| 53号店 | つくば店                                       | 2016年（平成28年）8月5日   | 14室   |
| 54号店 | 新居浜店                                       | 2016年（平成28年）7月15日  | 14室   |
| 55号店 | たつの店                                       | 2016年（平成28年）10月14日 | 14室   |
| 56号店 | 小矢部店                                       | 2016年（平成28年）10月14日 | 14室   |
| 57号店 | 清水興津店                                     | 2016年（平成28年）9月9日   | 14室   |
| 58号店 | 神栖店                                         | 2016年（平成28年）9月16日  | 12室   |
| 59号店 | 茅野蓼科店                                     | 2017年（平成29年）7月14日  | 14室   |
| 60号店 | 吉野川SA店（徳島自動車道ハイウェイオアシス内） | 2017年（平成29年）7月7日   | 14室   |
| 61号店 | 飛騨高山店                                     | 2017年（平成29年）8月1日   | 14室   |
| 62号店 | 境港店                                         | 2017年（平成29年）10月6日  | 14室   |
| 63号店 | 松山店                                         | 2018年（平成30年）3月1日   | 12室   |
| 64号店 | 四万十店                                       | 2018年（平成30年）4月26日  | 14室   |
| 65号店 | 井原店                                         | 2018年（平成30年）7月12日  | 14室   |
| 66号店 | 函館店                                         | 2018年（平成30年）7月25日  | 14室   |
| 67号店 | 大阪港店                                       | 2019年（平成31年）2月8日   | 14室   |
| 68号店 | 木更津港店                                     | 2019年（令和元年）6月28日  | 12室   |
| 69号店 | 大阪枚方店                                     | 2019年（令和元年）7月19日  | 14室   |
| 70号店 | 日向門川店                                     | 2019年（令和元年）8月10日  | 12室   |
| 71号店 | 宮崎店                                         | 2019年（令和元年）12月13日 | 12室   |
| 72号店 | 高知店                                         | 2020年（令和2年）3月13日   | 14室   |
| 73号店 | 長者原SA店（東北自動車道上り線）               | 2020年（令和2年）4月24日   | 12室   |
| 74号店 | 名阪長島店                                     | 2020年（令和2年）7月28日   | 12室   |
| 75号店 | 神戸須磨店                                     | 2020年（令和2年）6月26日   | 12室   |
| 76号店 | 長門店                                         | 2020年（令和2年）6月19日   | 14室   |
| 77号店 | 庄内店                                         | 2021年（令和3年）4月1日    | 12室   |

### 過去に存在した店舗
| 出店順 | 店舗名       | 開業                      | 閉業                      | 客室数 |
| ------ | ------------ | ------------------------- | ------------------------- | ------ |
| 1号店  | 日光鬼怒川店 | 1995年（平成7年）8月1日   | 2023年（令和5年）12月25日 | 19室   |
| 3号店  | 秋田六郷店   | 2000年（平成12年）6月1日  | 2024年（令和6年）1月8日   | 12室   |
| 7号店  | 北上江釣子店 | 2002年（平成14年）7月20日 | 2022年（令和4年）6月30日  | 12室   |
| 18号店 | 金沢内灘店   | 2007年（平成19年）10月1日 | 2024年（令和6年）1月26日  | 12室   |

## 支払方法
- 支払いは原則として店舗支払いは現金のみで、クレジットカード、電子マネー等での支払いは受け付けていない。ただし佐野SA店、長者原SA店は、例外的にクレジットカードによる支払いが可能（NEXCO東日本の施設の一部として位置づけられているため）。
- 公式サイトからの予約前払い時に限り、クレジットカードによる支払いが可能。
- かつてはQUOカードによる支払いが可能だったが、2013年より不可能になった。なお、38号店広島店は使用不可能になる前の開店だったが、こちらは開店当時から不可能だった。

## 役員
- 代表取締役 吉井慎也
- 常務取締役 小島裕生
- 取締役 参上敦則
- 監査役（非常勤）豊嶋健治

## 株主優待
毎年6月30日現在の株主に対し、「ファミリーロッジ旅籠屋」の「レギュラーシーズン無料宿泊券」を以下の基準により贈呈される。
- 贈呈基準：2株〜4株…1枚、5株〜9株…2枚、10株以上…3枚
- 利用方法：1枚につきレギュラールーム1室1泊利用可能。
- 有効期限：当年10月1日～翌年6月 30 日のレギュラーシーズン

## テレビ番組
- 日経スペシャル ガイアの夜明け お泊まりにいらっしゃい～ホテル業界に新風…独自発想で挑む～（2009年8月4日、テレビ東京）[7]。- 寒河江に完成した新ホテルを取材。
- 日経スペシャル カンブリア宮殿 観光新時代スペシャル! 進化する富士山観光＆人気の安くて自由な旅（2018年7月19日、テレビ東京）[8]